# Hilda Gobbi

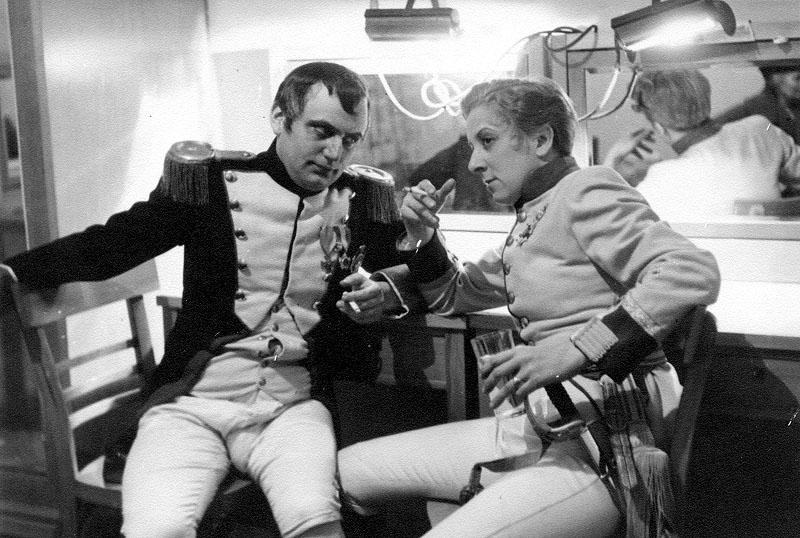
Edmond Rostand: A sasfiók. Teatrul Național, 1942. Imre Apáthi Imre și Hilda Gobbi în vestiar.

Hilda Gobbi (n. 6 iunie 1913, Budapesta, Austro-Ungaria – d. 13 iulie 1988, Budapesta, Republica Populară Ungară) a fost o actriță maghiară, laureată a premiului Kossuth, distinsă cu titlurile de artist emerit și maestru al artei. Compozitorul, violonistul și dirijorul Alajos Gobbi este nepotul ei.

## Biografie
Era fiica lui Ede Alajos Gobbi, directorul unei fabrici de hârtie de tapițerie, și al lui Margit Schneckenburger, credincioși romano-catolici din Budapesta. Avea origine italiană din partea tatălui. Hilda a urmat Școala Secundară de Comerț din Putnok, apoi cursuri la Universitatea Pázmány Péter. Între 1932 și 1935 a studiat la Academia de Teatru și Film din Budapesta. După absolvire, a fost angajată la Teatrul Național din Budapesta. Între anii 1960 și 1970 a jucat la Teatrul József Attila, din 1971 până în 1982 din nou la Teatrul Național, iar din 1982 până la moartea sa la Teatrul Katona József.
Înainte de 1945 a participat la activitatea teatrală, a fost reprezentantă în Sindicatul Vasas și a activat în mișcarea de rezistență. În timpul ocupației germane din 19 martie 1944 a desfășurat o activitate clandestină, procurând cu ajutorul tatălui ei, comandant de batalion, permise de scutire militară pe care le-a transmis prin superiorii ei către Árpád Horváth și Tamás Major.
După război a contribuit activ la reconstrucția Teatrului Național. Angajată în mișcarea de stânga, a participat, de asemenea, la viața publică. Într-un interviu a spus odată: „Nu am fost niciodată „doar” un actor. Cred că este un lucru banal că actorul a vrut întotdeauna să facă politică.”
Și-a manifestat deschis afecțiunea pentru femei, trăind timp de mulți ani împreună cu actrița Hédi Temessy și apoi cu scriitoarea Erzsébet Galgóczi.

## Activitatea artistică
Numărul rolurilor interpretate potrivit evidențelor teatrale este de 124. Printre acestea se numără următoarele:

### Roluri principale

#### Piese de teatru
- Fedra (Jean Racine: Fedra)

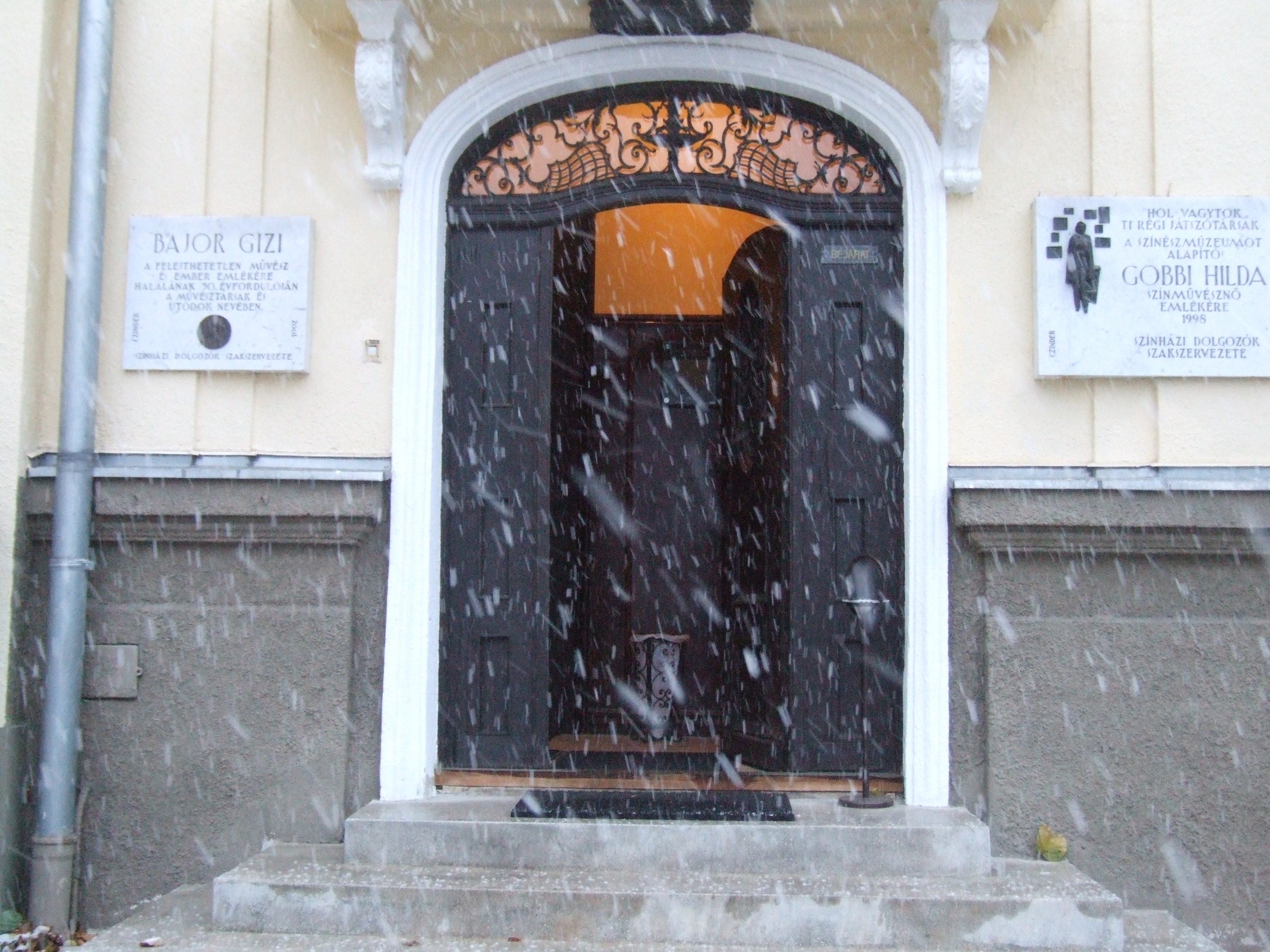
Placă în memoria Hildei Gobbi la intrarea în Muzeul Actorilor Bajor Gizi.

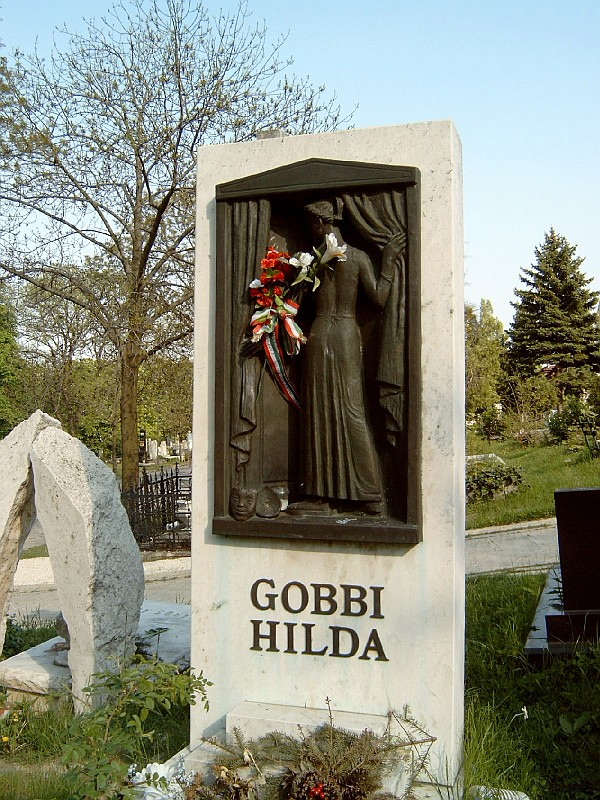
Mormântul Hildei Gobbi în cimitirul Farkasréti din Budapesta: 22/1-1-79. Monument realizat de Barna Búza.

- Mirigy (Mihály Vörösmarty: Csongor és Tünde)
- Mina néni, Zsani néni (Zsigmond Móricz: Nem élhetek muzsikaszó nélkül)
- Nyilas Misi (Zsigmond Móricz: Fii bun până la moarte)
- Pallagné (János Kodolányi: Vidéki történet)
- York hercegné, majd Margit királyné (Shakespeare: Richard al III-lea)
- Gertrud (Shakespeare: Hamlet)
- Karnyóné (Csokonai: címszerep)
- Iluska mostohája (Kacsóh-Heltai: János vitéz)
- Ljubov Jarovaja (Trenyov: címszerep)
- Oinone (Racine: Fedra)
- Mamurré anyó (Sarmante: A 106. születésnap)
- Mrs. Pearce (G. B. Shaw: Pygmalion)
- Aurelie (Jean Giraudoux: Párizs bolondja)
- Murzaveckaja (Ostrovski: Farkasok és bárányok)
- Gertrudis (József Katona: Bánk bán)
- Vassza Zseleznova (Gorki: címszerep)
- Ferenc reichstadti herceg (Rostand: A sasfiók)
- Aase (Henrik Ibsen: Peer Gynt)
- Varvara (Pavlenko: Boldogság)
- Huberné (Milán Füst: Boldogtalanok)
- Eugénia (Sławomir Mrożek: Tangó)
- Öregasszony (György Spiró: Csirkefej)
- Rizi (István Örkény: Pisti a vérzivatarban)
- Gilz háztulajdonosnő (Elias Canetti: Esküvő)

#### Filme
- A kölcsönkért kastély (1937)
- Süt a nap (1938)
- Péntek Rézi (1938)
- A hölgy egy kissé bogaras (1938)
- Áll a bál (1939)
- Dr. Kovács István (1941)
- Üzenet a Volga-partról (1942)
- Sári bíró (1943)
- Egy asszony elindul (1948)
- Mágnás Miska (1949)
- 1949 Janika, regia Márton Keleti
- 1950 Kis Katalin házassága
- 1951 Căsătorie ciudată (Különös házasság, regia Márton Keleti
- 1951 Toată lumea pe stadion (Civil a pályán), regia Márton Keleti
- Becsület és dicsőség (1951)
- Nyugati övezet (1952)
- Péntek 13 (1953)
- Rokonok (1954)
- Tanár úr kérem (1956)
- Hannibál tanár úr (1956)
- Külvárosi legenda (1957)
- 1958 Édes Anna, regia Zoltán Fábri
- Vörös tinta (1959)
- Tegnap (1959)
- Fekete szem éjszakája (1959)
- Aranyfácán (film TV, 1960)
- Mindenki ártatlan? (1961)
- Elektra (1962)
- 1962 Omul de aur (Az aranyember), regia Viktor Gertler
- Hattyúdal (1963)
- Párbeszéd (1963)
- A pénzcsináló (1964)
- Nyaralás Piroskával (1965)
- Kártyavár (1967)
- Mondd a neved (1967)
- Bors (1968)
- Egri csillagok (1968)
- A veréb is madár (1968)
- 1970 Vis de dragoste (Szerelmi álmok - Liszt), regia Márton Keleti
- A fekete város (film TV, 1971)
- A vőlegény nyolckor érkezik (1972)
- Különös vadászat (film TV, 1972)
- Kakuk Marci (1973)
- Ejnye Cecília! (1973)
- Szépség Háza (film TV, 1975)
- Százéves asszony (1976)
- Amerikai cigaretta (1977)
- Mateiaș gâscarul (1977)
- Használt koporsó (1979)
- Kojak la Budapesta (1980)
- Bolond nagysága (film TV, 1981)
- A Mi Ügyünk, avagy az utolsó hazai maffia hiteles története (film TV, 1982)
- Holt lelkek (film TV, 1983)
- A vén bakancsos és fia, a huszár (film TV, 1984)
- Elcserélt szerelem (1984)
- A nagymama (1985)
- Szaffi (1985) - Cafrinka („vrăjitoarea bătrână”)
- Csongor és Tünde (1986)
- Nyolc évszak ep. 1-8. (film TV, 1986)
- A Jávor (1987)
- Egy gazdag hölgy szeszélye (1987)

Le-a dublat, de asemenea, pe actrițele străine în numeroase filme.

## Teatru radiofonic
- A Szabó család mătușa Szabó

A jucat în numeroase piese de teatru radiofonic.

## Premii și distincții
- Premiul  Farkas–Ratkó (1941)
- Ordinul Libertății, clasa de argint (1947)
- Premiul Kossuth (1949)
- Artist emerit (1950)
- Maestru al artei (1955)
- Ordinul Muncii (1973)
- Premiul SZOT (1977)
- Ordinul Drapelului Republicii Populare Ungare (1983)
- Ordinul Drapelului Republicii Populare Ungare încununat cu lauri (1988)